# Falsepilysta bifasciata
Falsepilysta bifasciata är en skalbaggsart som först beskrevs av Aurivillius 1923.  Falsepilysta bifasciata ingår i släktet Falsepilysta och familjen långhorningar.
Artens utbredningsområde är Filippinerna. Inga underarter finns listade i Catalogue of Life.